# 61 Virginis b
61 Virginis b est une exoplanète de type super-Terre en orbite autour de 61 Virginis dans la constellation de la Vierge. Elle a été découverte par la méthode des vitesses radiales par l'observatoire W. M. Keck et l'observatoire anglo-australien le 14 décembre 2009,.